# تام بکت
تام بکت (انگلیسی: Tom Beckett؛ زادهٔ ۱۹۶۲) افسر سابق ارتش بریتانیا است. او به عنوان رئیس ستاد نیروهای بین‌المللی کمک به امنیت در افغانستان خدمت کرده است. وی برندهٔ جوایزی همچون نشان حمام و نشان امپراتوری بریتانیا شده‌است.